# Wohnsiedlung Heiligfeld II
Die Wohnsiedlung Heiligfeld II ist eine kommunale Wohnsiedlung der Stadt Zürich im Sihlfeld. Die Siedlung war 1950 bezugsbereit.

## Geschichte
Nach dem Zweiten Weltkrieg entstand ein grosser Mangel an kostengünstigem Wohnraum. Bauen war während des Kriegs teuer geworden, weil Arbeiter und Material fehlten. Der kommunalen Wohnungsbau wurde deshalb nach dem Krieg wieder aufzunehmen. Nach Heiligfeld I entstand eine weitere Siedlung im Sihlfeld. Es war eine der ersten der Stadt, die mit einer kohlebefeuerten Zentralheizung versehen war.

## Bauwerk
Die Siedlung liegt an der Badenerstrasse zwischen Letzigrund und Albisriederplatz. Sie besteht aus sieben fünfstöckigen Mehrfamilienhäusern, die in einer Zeile zu drei und einer Zeile zu vier Häusern entlang der Strasse angeordnet sind. Die beiden Gruppen sind durch einen niederen Bau miteinander verbunden, indem im Erdgeschoss eine Gewerbelokal und darüber eine Wohnung untergebracht ist. In Heiligfeld II sind 71 Wohnungen untergebracht, der grösste Teil sind 3-Zimmer-Wohnungen mit 65 m² Wohnfläche.